# 丹尼尔·施特里格尔
丹尼尔·施特里格尔（德語：Daniel Strigel，1975年2月13日—），德国男子击剑运动员。他曾代表德国参加2000年和2004年夏季奥林匹克运动会击剑比赛，其中2004年奥运会获得一枚铜牌。